# Camí de Miravet
El Camí de Miravet és un camí del terme de Castell de Mur, en terres de Miravet, de l'antic terme de Mur, al Pallars Jussà.
Arrenca del lloc on es drecen el Castell de Mur i la col·legiata de Santa Maria de Mur, des d'on s'adreça carenant cap a ponent. Passa per damunt i al nord de l'Alzinar de Mur i del Solà de Miravet, deixa a l'esquerra -sud- la Cabana de Sebastià, pel mig del Pla del Roure i arriba a Miravet. Encara continua un tram, pel Tros de la Collada i la Mare de Déu de la Collada, per tal d'arribar a la cruïlla on enllaça amb el Camí de Sellamana i amb el de la Serra d'Estorm.

## Etimologia
Es tracta d'un topònim romànic modern, de caràcter merament descriptiu. Pren el nom de l'antic poble de Miravet, que és on mena.